# 천상열차분야지도 각석
천상열차분야지도각석(天象列次分野之圖刻石)은 조선 태조 4년(1395년)에 왕명으로 제작된 별자리를 새긴 석판이다. 1985년 8월 9일 대한민국의 국보로 지정되었다.
'천상열차분야지도'는 하늘의 모양을 차(次)와 분야(分野)에 따라 배열하여 그린 그림이란 뜻이다. 여기서 차(次)란 태양의 궤도인 황도(黃道) 부근의 하늘을 12등분하여 해와 달과(日月)과 5행성(五行星)들의 운행이나 절기를 알아보기 위하여 정하였다는 의미를 지닌다. 그리고 '분야'란 하늘의 별자리인 성수(星宿)들과 중국 춘추전국시대에 각 지역에 자리잡았던 주국(州國)들과 짝을 지은 이름이다. 일례로 '백양궁·술·진지분(白羊宮戌晋之分)', '금우궁·유·조지분(金牛宮酉趙之分)' 등과 같이 12궁의 별자리 이름·방향·나라명 등이 적혀 있다.

## 제작
이 각석을 만든 배경에 대해서는 석각에 새겨져 있으며, 권근(權近, 1352∼1409)의 《양촌집(陽村集)》 천문도시(天文圖時)조에도 기록되어 있다. 그 내용을 보면 예전에 평양(平讓)에는 천문도를 그린 각석이 있었는데, 전란으로 강에 빠져버렸을 뿐만 아니라, 탁본마저 매우 희귀해졌던 실정을 우선 전하고 있다. 그러던 차에 태조 이성계가 즉위하고 얼마 지나지 않아, 어떤 사람이 옛 천문도의 탁본을 바치게 되었다. 이에 태조는 그것을 매우 귀중히 여겨 돌에 다시 새기도록 하였다. 당시 천문ㆍ측후 등의 일을 맡아보던 관청인 서운관(書雲觀)에서 그 연대가 오래되어 별자리들의 위치가 조금 바뀌어 생긴 오차를 바로 잡아 새 천문도를 작성하기로 하고, 새로 《중성기(中星記)》 한 편을 편찬하여 그에 근거하여 천문도를 작성하였다고 한다.
석각본의 제작연대는 대체로 조선 태조 4년(1395년)으로 보고 있으나, 《서운관지(書雲觀志)》에 세종 15년(1443년)에 천문도를 돌에 새겼다는 기록이 있어, 1395년에 그려진 천문도를 각석한 시기는 1443년일 것으로 생각하는 학자도 있다.

## 유물
이 유물은 제작된 이후로 경복궁에 있었으나, 영조 46년(1770년)에 경복궁에서 임진왜란 후에 사라졌던 석각본이 다시 발견되어 관상감(觀象監) 흠경각(欽敬閣)을 짓고 숙종 때에 만든 새 천문도 각석과 함께 보관했다. 일제강점기를 거쳐 1961년과 1963년에는 창경궁 명정전 뒤에 방치 상태로 보관되기도 하였다.
석각은 덕수궁 궁중유물전시관을 거쳐 현재 국립고궁박물관에 소장되어 있으며 현재 유물은 그 표면이 심하게 마모되어 작은 글자를 완전히 판독하기 어려운 상태이다. 석판 위쪽 끝의 모서리는 깨졌고, 십이국분야급성수분도(十二國分野及星宿分度)를 비롯하여 일수·월수·천의 기사는 거의 모두 마모되었고, 큰 원 안에 새겨진 별들은 마모되었으나, 이십팔수거극분도(二十八宿去極分度)는 거의 다 판독할 수 있을 정도이다. 제일 아랫단의 천문도 설명 부분과 서운관 부분에서는 557자 중에서 78자만이 해독할 수 있을 뿐 나머지는 완전히 마모되었다. 그런데 본 유물이 이처럼 마모되었음에도 불구하고, 보물 제837호인 복각본이 남아 있어 그 내용의 복원은 가능하다.

## 구성
천문석각의 전체적인 구성은 두 부분으로 나뉘어 있다. 윗부분에는 12국분야, 성수분도(星宿分度), 일수(日宿), 월수(月宿), 천(天) 그리고 8개 방향에 대한 짧은 설명이 사방에 있고, 석판의 중앙에 지름 76cm의 3중원이 그려져 있으며, 그 안에 모두 1,464개의 별들이 점으로 표시되어 있고, 별자리의 이름이 해당한 위치에 새겨져 있다. 아랫 부분에서는 논천(論天)과 28수 거극분도(去極分度), 천문도 작성의 역사적 배경과 경과, 제작에 참가한 사람들의 관직과 이름을 적고 맨 끝에 홍무(洪武) 28년 12월에 제작하였다는 제작년도를 새겼다.
석각의 중심 부분인 별자리 그림에는 중심에 북극을 두고 태양이 지나는 길인 황도(黃道)와 남ㆍ북극 가운데로 적도(赤道)를 나타내었다. 또한 눈으로 관찰할 수 있는 별들이 총망라되어, 황도 부근의 하늘을 12등분 한 후, 1464개의 별들을 점으로 표시하였다. 이 그림으로 해·달·5행성(수성·금성·토성·화성·목성)의 움직임을 알 수 있고, 그 위치에 따라 절기를 구분할 수 있다. 여기에 새겨진 별의 수 1,464개는 중국에서 3세기 초에 만들어졌다고 기록되었으나 전해지지 않는 삼가성도(三家星圖)의 283좌 1,464개와 일치하고 있어 주목된다.
한편, 이 천문도 아랫부분에 새겨진 논천기사(論天記事)는 조선 초기 천문학자들이 중국의 옛 전통적 우주관의 영향을 받았음을 단적으로 말해 주고 있다. 당시의 우주관은 하늘과 땅이 생긴 모양을 대체로 둥근 하늘 아래 평평한 땅이 있다는 방식으로 설명한 개천설(蓋天說)과 하늘은 껍질과 같고 땅은 노른자위같은 달걀 모양이라는 혼천설(渾天說)이 지배적이었음을 알 수 있다.

## 역사적 의의
한국의 역대 왕조는 왕조의 권위를 드러내고, 왕조의 운명을 내다보기 위해 천체의 관측과 그 변화에 비상한 관심을 가졌다. 그리고 그 결과로 얻은 지식의 핵심은 천문도로 작성하여 규격화하였고, 그것을 왕조의 권위를 위한 상징물로 이용하였다. 따라서 이 석각 역시 태조 이성계의 개국과 함께 제작된 점으로 미루어 왕권을 표상하고 새 왕조가 천명을 받아서 탄생하였다는 것을 과시하고자 만들어졌을 것으로 추측된다.
이 석각은 고구려 이래의 한국의 우주관을 도식적으로 잘 보여주는 점, 중국 남송(南宋)의 《순우천문도(淳祐天文圖)》에 이어 세계에서 두 번째로 오래된 돌에 새긴 천문도인 점, 제작연대가 분명하고 그것도 조선시대 국초에 해당되는 점 등에서 더없이 중요한 천문과학문화재로 평가된다.

## 같이 보기
- 천상열차분야지도
- 복각 천상열차분야지도 각석

## 참고 자료
- 천상열차분야지도 각석 - 국가유산청 국가유산포털

 본 문서에는 서울특별시에서 지식공유 프로젝트를 통해 퍼블릭 도메인으로 공개한 저작물을 기초로 작성된 내용이 포함되어 있습니다.